# Мустафа Челеби (сын Мехмеда I)
Мустафа Челеби (Кучук Мустафа) (тур. Mustafa Çelebi, Küçük Mustafa; греч. Mουσταφόπουλος; 1411 — 20 февраля 1423) — претендент на османский трон, сын султана Мехмеда I. Хронисты называли его Кучук (тур. küçük — младший), чтобы отличать от другого претендента — Лже-Мустафы. В 1422—1423 годах Кучук Мустафа при поддержке Византии и анатолийских беев поднял восстание против своего брата, Мурада II, претендуя на трон, но был предан своим воспитателем Шарабдаром Ильясом-беем и казнён.

## Биография

### Происхождение и ранние годы
Дата рождения Мустафы неизвестна. Мехмед Сюрейя, автор первого османского биографического словаря, называл 1411 год. Несмотря на то, что историками назывались и другие даты, но большинство исследователей склоняются к мысли, что Мустафе было 12-13 лет в 1422/23 году. Отцом Мустафы был османский султан Мехмед I, имя матери неизвестно.
Мехмед отправил Мустафу санджакбеем в бывший бейлик Хамид, воспитателем и советником Мустафы Мехмед назначил Шарабдара Ильяса-пашу. Византийский историк Дука, современник событий, писал, что Мехмед оставил завещание, согласно которому его старший сын Мурад должен был унаследовать Румелию со столицей в Эдирне, а Анатолию Мехмед завещал Мустафе. Ещё двух других братьев, Юсуфа и Махмуда, которые были совсем детьми, надлежало отправить византийскому императору. Когда Мурад занял трон, он по совету визирей принял решение не соблюдать пункты завещания отца, касающиеся младших братьев и выслал Юсуфа и Махмуда в ссылку в Токат. Османский историк Ашикпашазаде писал, что они были ослеплены. После воцарения Мурада земли бейлика Хамид занял Мехмед-бей Караманоглу, Халкокондил писал, что и Мустафа оказался под покровительством Мехмеда-бея, тогда как Ашикпашазаде утверждал, что правивший на соседних территориях Якуб-бей Гермияноглу «принял его как сына» и тоже отказался признавать Мурада султаном. Через некоторое время Мустафа оказался вместе с Ильясом-пашой в Пафлагонии у Исфендияра-бея Джандарида. По словам Дуки, туда поместил Мустафу Кара Махмуд-бей Таджеддиноглу.
В это время армия Мурада осаждала Константинополь, и византийцы предложили Ильясу-паше щедрое вознаграждение за то, чтобы он уговорил Мустафу поднять в Анатолии восстание. Расчёт был на то, что султан перестанет осаждать город, и отведёт войска в Анатолию из Румелии. Ильяс-паша выступил посредником, Мустафа прибыл в византийскую столицу 30 сентября и был принят Мануилом II  на следующий день, 1 октября 1422 года, в тот же день императора разбил паралич и он умер через три дня. Окончательное соглашение, точные условия и дата которого не известны, было достигнуто  Мустафой и новым императором Иоанном VIII. Сразу после заключения соглашения Мустафа вернулся в Анатолию в Коджаэли. Османские источники не упоминают о роли Византии в восстании Мустафы, но приписывают роль инициаторов анатолийским беям Мехмету-бею Караманоглу и Якубу-бею Гермияноглу. Можно сделать вывод, что это восстание явилось плодом совместных действий императора Византии, беев Карамана и Гермияна и Исфендияра-бея.

### Восстание
В рамадане 825 года (август 1422 года) Кучук Мустафа предъявил свои претензии на трон и осадил Бурсу. Однако жители города собрали деньги и передали их Ильясу-паше с целью подкупа. Лала Мустафы деньги взял и уговорил воспитанника напасть на Изник вместо Бурсы. Изник находился под командованием Али-бея Фирузоглу, который защищал крепость 40 дней. Мурад послал Ильясу письмо, обещая награду и титул бейлербея за выдачу принца. Кроме того, Мурад написал правителю Изника Али-бею с просьбой впустить Мустафу в город с целью удержать Мустафу. Беи Карамана и Гермияна заподозрили подвох и просили Ильяса-пашу передать им мальчика для того, чтобы перевезти в более надёжное и защищённое место, но предатель отказал им. Эмиры обратились к принцу, предлагая ему уехать с ними, но он поверил не им, а своему лале и они уехали сами. Ильяс-паша поселил принца во дворце Чандарлы Ибрагима-паши в Изнике. 1 января 1423 года Мехмед-бей, один из сильнейших союзников Мустафы, был убит во время осады Антальи пушечным ядром, выпущенным из замка. В бейлике началась борьба зы власть, наследники Мехмеда не имели желания поддерживать претендента, а искали помощи у Мурада.
Тем временем армия Мурада двигалась к Изнику. Впереди двигались акынджи во главе с Мехметом Михалоглу. Первое столкновение закончилось победой Мехмета, командующий войском Мустафы, Таджеддиноглу, погиб. После этого многие солдаты Мустафы дезертировали, и, когда Мурад добрался до стен города, большая часть армии Мустафы была уже рассеяна. Подробный рассказ об этих событиях оставил Мехмед Нешри. По его словам, Мустафа был в хаммаме, когда Михалоглу с отрядом ворвался внутрь и сразился с Таджеддиноглу. Ильяс-паша сразу передал воспитанника людям султана. Когда принца доставили к брату, Мурад приказал «закончить дело» и мальчик был удавлен Имрахором Мезидом-беем «под высохшей смоковницей». Хотя ранее назывались разные даты казни, но Н.Йорга показал, что самой достоверной из них является 20 февраля 1423 года.
Мустафу похоронили в мавзолее в Бурсе рядом с его отцом. Анатолийские беи обвиняли Ильяса в предательстве, на что он оправдывался, что сделал это для блага людей — чтобы избежать войны. Тем не менее, оправдаться в глазах людей ему не удалось. Как писал Нешри, «беи потеряли к нему уважение».
Согласно поздним византийским хроникам, Мустафа был женат на принцессе из династии Палеолог, но ни Дука, ни Сфрандзи, ни Халкокондил об этом браке не упоминали.

## Комментарии
1. ↑  Э. Алдерсон — 1413[1], К. Хейвуд — 1408/9[4], а византийский историк Дука утверждал, что в 1423 году в момент смерти Мустафе было 6 лет[5].
2. ↑  Кара Махмуд-бей Таджеддиноглу был назначен  Мустафой на пост бейлербея. Халкондил называл его «наследником правителя Эрзинджана», но, судя по имени,  он скорее член дома бывшего правителя Никсара[9].
3. ↑  Нешри писал, что Мустафу утопили в колодце[15].
4. ↑  Нешри писал, что Мезид-бей взял мальчика у Ильяса, но казнь осуществляли другие люди. По словам Нешри, впоследствии Мезид-бей оправдался и доказал, что не он убил ребёнка[16].
5. ↑  20 февраля 1423 года[4], 9 Раби аль-авваля 826 г. Х. (20 февраля 1423 года)[2], зимой 1422[7], 24—25 января 1423 года[13], декабрь 1423 года[18].